# Nietoperze (skała)
Nietoperze – skały na Wyżynie Częstochowskiej, we wsi Piaseczno w województwie śląskim. Znajdują się na szczycie niewielkiego wzniesienia o wysokości 403 m n.p.m. Dawniej znajdowały się na terenie otwartym, teraz jednak zarastającym chaszczami. Zbudowane są z wapienia, mają wysokość 10–12 m, ściany połogie, pionowe lub przewieszone z kominami, filarami i zacięciami. Uprawiana jest na nich wspinaczka skalna.
Obok skał biegnie czerwono znakowany Szlak Maryjny.

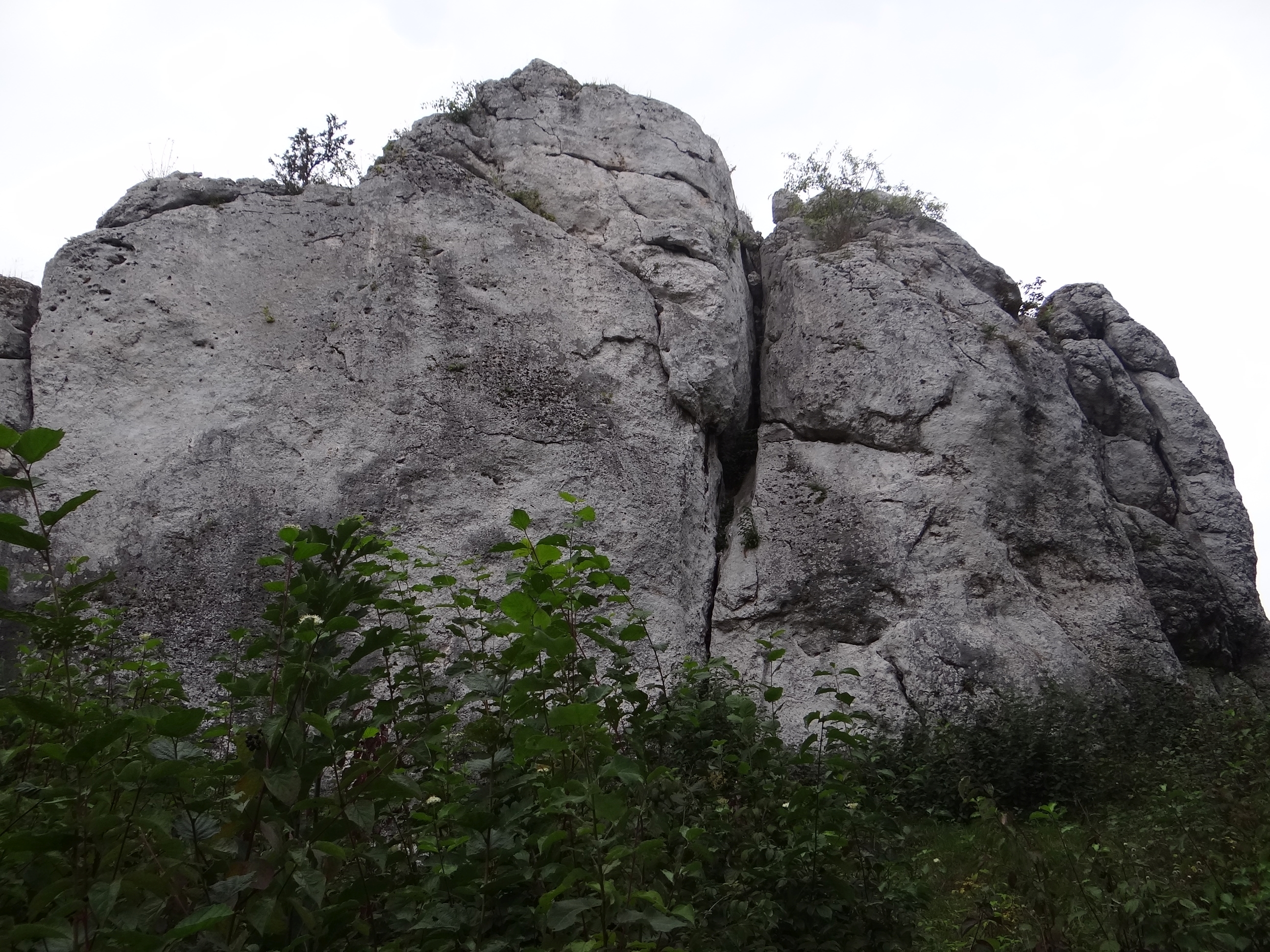
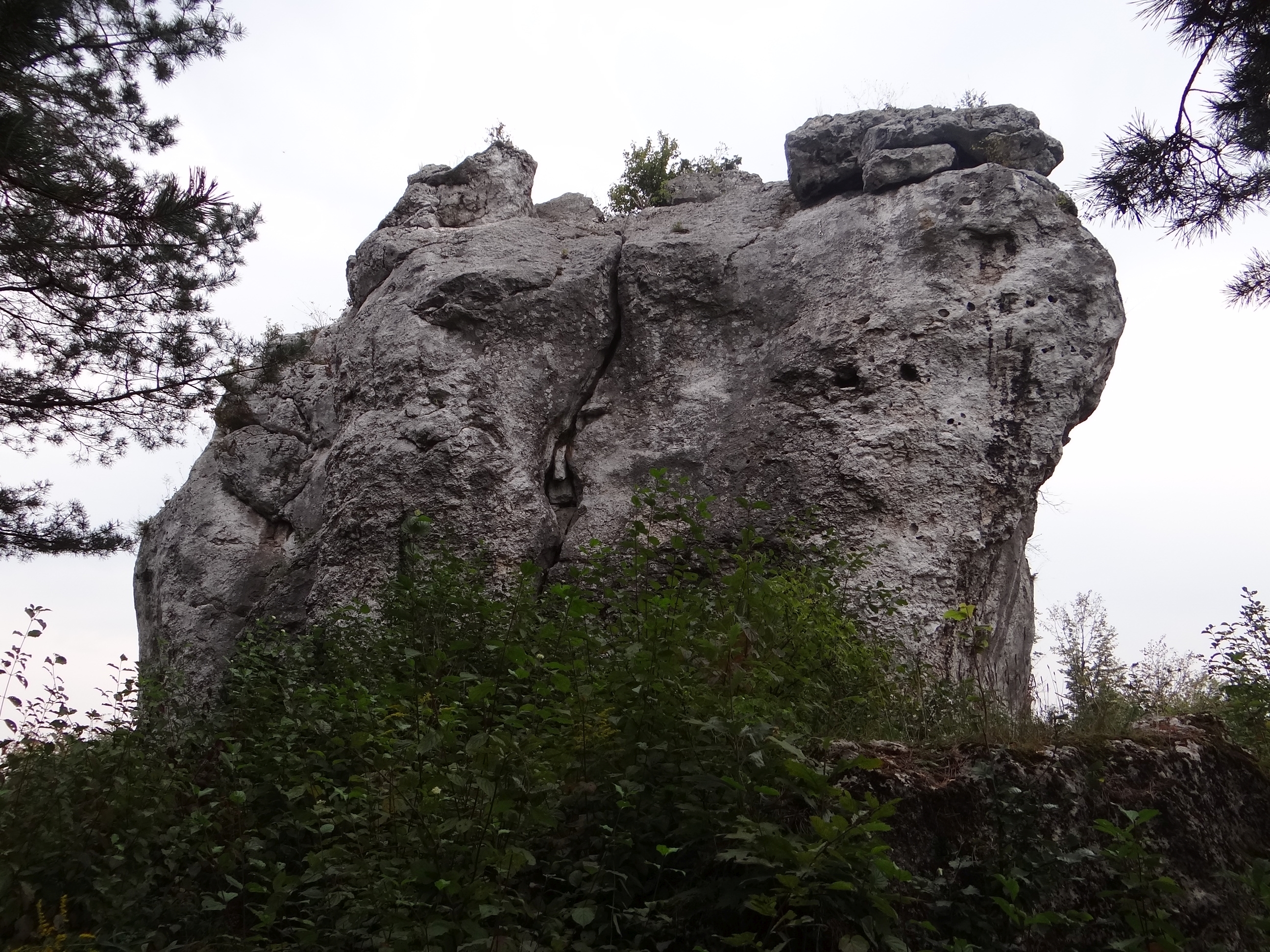
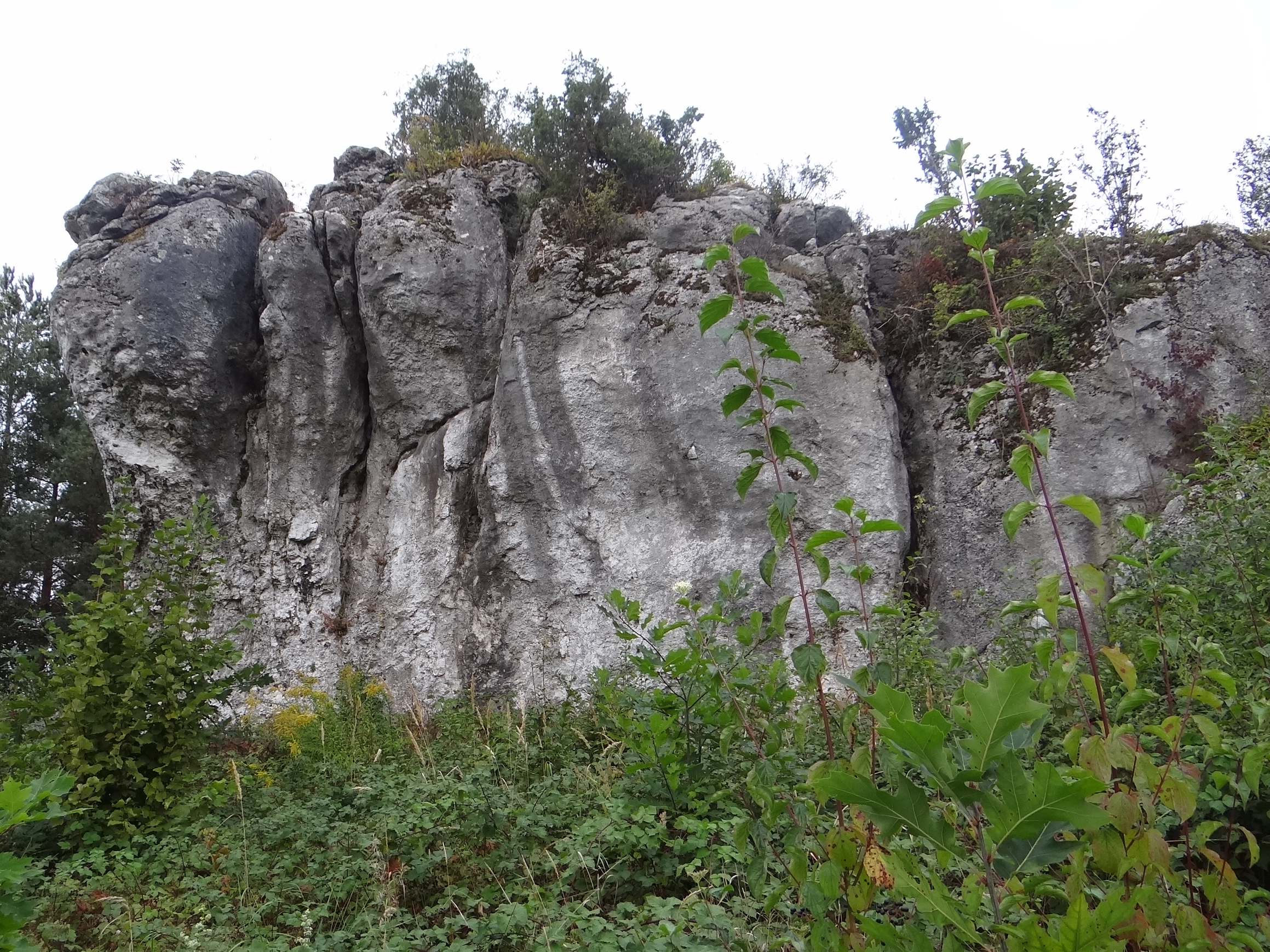
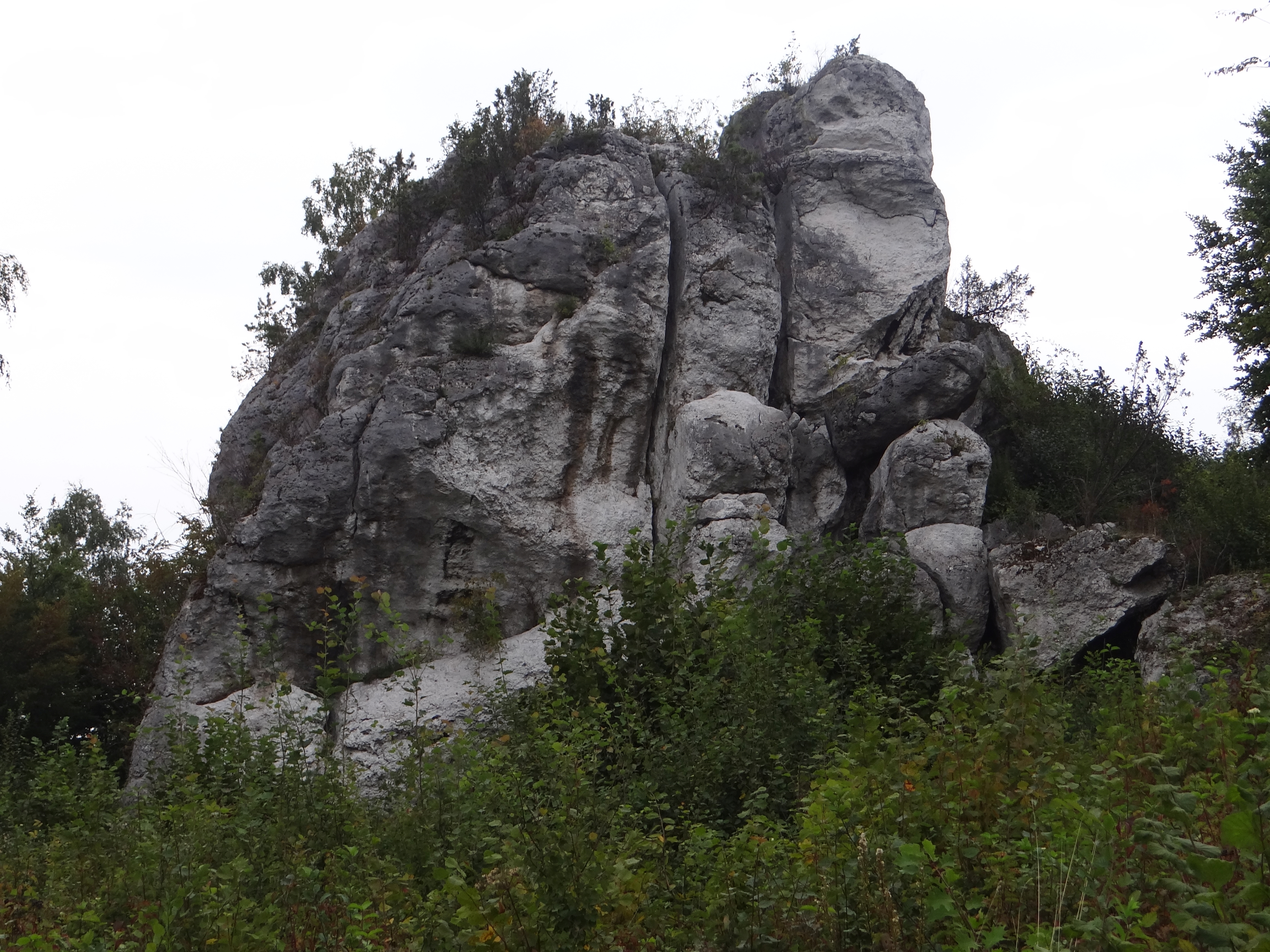

## Drogi wspinaczkowe
Na Nietoperzach wspinano się w latach 80. i 90. XX wieku. Obecne są mało popularne. Są na nich 22 drogi wspinaczkowe o trudnościach od IV do VI.2+ w skali polskiej.
Część z nich posiada asekurację: ringi (r) i stanowiska zjazdowe (st). Ściany wspinaczkowe o wystawie północno-wschodniej, wschodniej, południowo-wschodniej, południowej, południowo-zachodniej, w 2022 r. dojścia do nich zarośnięte chaszczami dochodzącymi pod same skały.

Nietoperze I
1. Bez nazwy; IV, 0 m
2. Bez nazwy; 3r + st, VI.2+, 11 m
3. Grzeszny kaczorek; 4r + st, VI.1, 12 m
4. Kacza bomba; 4r + st, VI.1+, 11 m
5. Basia to klopik; 3r + st, VI.2+, 11 m
6. Kominek z różami; IV+, 11 m
7. Zemsta nietoperza; 3r + st, VI.1, 10 m
8. Nietoperze w locie; 2r + st, VI, 11 m
9. Podkowiec mały; 1r, VI, 11 m
10. Zemsta fryzjera; 2r, VI, 11 m
11. Bez nazwy; VI, 11 m
12. Komino-pęknięcie; V, 11 m

Nietoperze II
1. Nietoperze w locie; 2r + st, VI, 11 m
2. Ukryte fantazje rekina; 3r + st, VI.1+, 11 m
3. Wredna rysa; IV, 10 m
4. Bez nazwy; ST VI.1, 10 m
5. Dusza funkcjonariusza; 2r + st, VI.1, 10 m
6. Młody znów zgruszkował; 3r + st, VI.2, 10 m

Nietoperze III
1. Nietoperze w deszczu; 4r + st, VI.2+, 10 m
2. Rysa wędki; VI+, 10 m
3. Młody znów zgruszkował 3r + st, VI.2, 10 m
4. Gackowa rysa; VI.2+, 10 m[3].